# Animation Magazine
Animation Magazine est une publication mensuelle sur l'industrie de l'animation, comportant des critiques sur des programmes télévisés d'animation, sur des films d'animation ou sur des jeux vidéo. Créé en 1986 par Terry Thoren, le magazine est publié tous les mois aux États-Unis et présente des articles sur toutes les formes d'animation. Le site web du magazine a été lancé en 2006.
Il organise plusieurs évènements, dont la World Animation Celebration depuis 1987.